# 米斯林
在托爾金（J. R. R. Tolkien）的作品裡，米斯林（Mithrim）是中土大陸的地名，亦指辛達族（Sindar）精靈居住的地區。
米斯林是希斯隆（Hithlum）的一部分，位於希斯隆的西南角，米斯林以東是多爾露明（Dor-lómin），米斯林與多爾露明之間以米斯林山脈（Mountains of Mithrim）為界。米斯林的氣候與希斯隆相約，氣候清涼，冬季嚴寒，是一片美麗的土地。
米斯林地區有一個巨型湖泊米斯林湖（Lake of Mithrim）是北貝爾蘭（Beleriand）的水源。費諾兒子（Sons of Fëanor）的那支諾多族（Noldor）精靈居於湖的北岸，而芬國昐（Fingolfin）的那支則居於湖的南岸。
諾多族精靈在此居住了一段時間，直到他們的內部爭端和解，他們才移居到別處。
在第一紀元，芬國昐統治米斯林，使米斯林成為希斯隆人口最稠密的地區。